# Pásztó
Pásztó är en stad i provinsen Nógrád i norra Ungern. Staden hade 9 099 invånare (2019).